# Tetraopes annulatus
Tetraopes annulatus là một loài bọ cánh cứng trong họ Cerambycidae.